# Deutsche Gesellschaft zur Bekämpfung von Fettstoffwechselstörungen und ihren Folgeerkrankungen
Die Deutsche Gesellschaft zur Bekämpfung von Fettstoffwechselstörungen und ihren Folgeerkrankungen DGFF (Lipid-Liga) e.V. ist ein 1988 gegründeter eingetragener gemeinnütziger Verein. Vorsitzender ist (Stand 2018) der Kardiologe Oliver Weingärtner, Oberarzt an der Klinik für Innere Medizin I des Universitätsklinikums Jena.
Die Gesellschaft hat es sich zur Aufgabe gesetzt, die deutsche Bevölkerung und Ärzteschaft über die möglichen Gefahren von sogenannten Fettstoffwechselstörungen aufzuklären, und sich dabei als unabhängiger Ansprechpartner in der interdisziplinären Zusammenarbeit zwischen Ärzten verschiedener Fachrichtungen, Apothekern und ihrer Partner im Gesundheitswesen zu etablieren.
Eine Fettstoffwechselstörung zeigt sich durch erhöhte LDL-Cholesterin-, Lipoprotein(a)- und Triglyzeridwerte. Die Zielwerte der Europäischen Leitlinien sind zur Einordnung richtungsweisend. Diese Zielwerte werden von einem großen Teil der Bevölkerung überschritten. Von der DGFF (Lipid-Liga) wird deren dauerhafte Überschreitung aufgrund der wissenschaftlichen Quellenlage als therapiebedürftig eingeschätzt.

## Ziel
Erklärtes Ziel der DGFF (Lipid-Liga) ist nach eigenen Angaben „die gesundheitliche Aufklärung durch Umsetzung und Vermittlung gesicherter Erkenntnisse auf dem Gebiet der Prävention, Diagnostik und Therapie von Fettstoffwechselstörungen sowie der Atherosklerose“. Hierbei will die DGFF (Lipid-Liga) unabhängiger Ansprechpartner für alle betroffenen Gruppen sein.

## Geschichte
Die Gesellschaft wurde im Jahre 1988 gegründet. Sie orientiert sich in ihrer Zielsetzung an dem im Jahre 1985 in den USA gegründeten National Cholesterol Education Program (NCEP, Nationales Cholesterin-Erziehungsprogramm). Grundlage für das Wirken beider Organisationen ist die wissenschaftliche Erkenntnis, dass LDL-Cholesterin-, Lipoprotein(a)- und Triglyzeridwerte eine wesentliche Ursache für Arteriosklerose und Herzinfarkte darstellen (vgl. Cholesterin und KHK-Erkrankungen). Dabei macht sie sich seit ihrer Gründung für eine gezielte und individuell abgestimmte Therapie stark. Lebensstilveränderungen mit einer fettmodifizierten Ernährung, regelmäßiger Bewegung und Nichtrauchen sind in allen Fällen die Basistherapie. Bei besonders schweren Formen der Fettstoffwechselstörung sind zusätzliche Therapiemaßnahmen zu empfehlen. Bei den Zielwerten für die Fettstoffwechsel-Parameter orientiert sich die DGFF (Lipid-Liga) an der Leitlinie der European Society of Cardiology (ESC) und der European Atherosclerosis Society (EAS).

## Finanzierung
Finanziert wird die Arbeit der DGFF (Lipid-Liga) durch Mitgliedsbeiträge sowie über Sponsoren, bei denen es sich um Hersteller von Pharmaka und medizinisch-technischen Geräten handelt. Eine Einflussnahme der Sponsoren auf die Arbeit der Organisation schließt die Satzung der Gesellschaft aus.

## Öffentlichkeitsarbeit und Ärzte-Fortbildung

### Tag des Cholesterins
Zu den öffentlichkeitswirksamsten Veranstaltungen der DGFF (Lipid-Liga) gehört der seit dem Jahr 2003 jährlich stattfindende „Tag des Cholesterins“, der im Verbund mit Arztpraxen, Kliniken und Apotheken durchgeführt wird. Während bei der ersten solchen Veranstaltung die Pharma-Firma Hexal (Hersteller u. a. des Cholesterinsenkers SimvaHEXAL) als Sponsor auftrat, gehören heute zahlreiche namhafte Hersteller von Arzneimitteln und Lipoproteinapherese-Technik zu den Sponsoren.

### Elternratgeber und Kinder-Richtlinien
Die DGFF unterstützt eine bundesweite Selbsthilfeinitiative für Eltern, deren Kinder von familiär vererbten Fettstoffwechselstörungen (familiäre Hypercholesterinämie) betroffen sind. Darüber hinaus soll eine frühzeitige Diagnose unterstützt werden, um Atherosklerose-Erkrankungen bereits im Jugendalter vorzubeugen. Die Richtwerte für Kinder orientieren sich an der Leitlinie der Arbeitsgemeinschaft für pädiatrische Stoffwechselstörungen in der Deutschen Gesellschaft für Kinderheilkunde und Jugendmedizin e.V. Ist der Gesamtcholesterinwert des Kindes „zu hoch“ (oberhalb von 200 mg/dl) sollte der Arzt anhand einer Bestimmung von HDL-, LDL- und Triglycerid-Werten über die Notwendigkeit einer Therapie entscheiden.
Bestimmte Statine sind derzeit bei Kindern ab 8 bzw. 10 Jahren zugelassen. Einzelne wissenschaftliche Studien belegen nach Ansicht der Autoren für verschiedene Statine (Simvastatin, Pravastatin), dass auch bei Kindern der Cholesterinspiegel „sicher und effektiv gesenkt werden kann“. Der ehemalige Vorsitzende der Lipid-Liga (DGFF), Achim Weizel, setzte sich für eine Freigabe von Statinen für die Behandlung von Kindern mit familiärer Hypercholesterinämie ein.

### Pressearbeit und Publikationen
Darüber hinaus gibt die DGFF (Lipid-Liga) regelmäßig Presseerklärungen und Stellungnahmen heraus. In diesen werden Studien und aktuelle Veröffentlichungen zum Thema im Sinne der Cholesterin-KHK-Hypothese kommentiert, interpretiert und relativiert.
Die von der Gesellschaft herausgegebene Publikation Lipid-Report wurde 2012 eingestellt. Die DGFF (Lipid-Liga) gibt eine Reihe von Patientenratgebern zu den Themen „Fettstoffwechselstörungen“, „Erhöhte Triglyzeride“, „Lipoprotein(a)“ und „Lipoprotein-Apherese“ heraus.

### Ärzte-Fortbildung
Zur Aufklärung der Ärzteschaft veranstaltet die DGFF (Lipid-Liga) regelmäßig Fortbildungsveranstaltungen und Symposien, deren Organisation finanziell durch Sponsoren unterstützt wird. Auf Form und Inhalte nehmen die Sponsoren keinen Einfluss.

## Politische Arbeit
Über die an Öffentlichkeit und Ärzte gerichtete Aufklärungsarbeit hinaus betreibt die DGFF (Lipid-Liga) auch klassische politische Lobbyarbeit für die frühzeitige Erkennung und adäquate Behandlung von Fettstoffwechselstörungen.
Die finanzielle Unterstützung durch Hersteller der Pharmazie und medizintechnischen Geräten wird auf der Webseite der DGFF (Lipid-Liga) und in den Programmen von Symposien offengelegt.